# Serra de São Bernardo
Serra de São Bernardo, também conhecida como Serra de Queicuó ou Serra de Samanaú, trata-se de uma serra originária de uma ramificação do maciço principal do Planalto da Borborema. Localizada a aproximadamente 10 km ao norte do centro da cidade de Caicó, alcança a altitude de 638 metros, se configurando como o ponto mais alto daquela cidade.
A Serra de São Bernardo é vista pelos turistas como importante local para prática de trekking, caminhadas, cicloturismo e atividades verticais (rapel), além de local de observação de pássaros e da flora da caatinga.